# Caloptilia aurantiaca
Caloptilia aurantiaca là một loài bướm đêm thuộc họ Gracillariidae. Nó được tìm thấy ở Madeira và quần đảo Canaria.
Ấu trùng ăn Hypericum canariense, Hypericum glandulosum, Hypericum inodorum và Hypericum reflexum. Chúng ăn lá nơi chúng làm tổ. The mine starts as an epidermal corridor, but later becomes a shallow tentiform mine. In the end, the larva lives freely under a folded leaf tip.